# Congiuntivite neonatale
La congiuntivite neonatale (ophthalmia neonatorum o oftalmia neonatale) è una congiuntivite infettiva che colpisce i neonati nelle prime settimane di vita; la sua eziologia è variabile (sono compresi agenti inquinanti o microrganismi patogeni) ed è quasi sempre bilaterale. Il periodo di incubazione della malattia varia tra i 2 e i 14 giorni.

## Eziologia
La causa tradizionale di congiuntivite neonatale sono i gonococchi, ma poiché negli ultimi decenni si è verificato un drastico calo dell'incidenza della gonorrea, altre cause sono percentualmente aumentate sul totale: ora, infatti, la clamidia causa fino al 73% dei casi di congiuntivite nel neonato. Anche gli herpesvirus, gli streptococchi, gli stafilococchi e i batteri del genere Pseudomonas possono essere responsabili della patologia, le cui cause non infettive, piuttosto rare, includono la congiuntivite conseguente, paradossalmente, all'uso del nitrato d'argento per la profilassi di Credé, attuata proprio in prevenzione della congiuntivite neonatale da gonococco.

## Clinica
Una forma di congiuntivite neonatale è la gonoblenorrea, detta anche "congiuntivite gonococcica" poiché causata dal gonococco Neisseria gonorrhoeae, responsabile anche della gonorrea; dopo un'incubazione di 48-72 ore, l'infezione si manifesta con abbondante essudato purulento sotto le palpebre di entrambi gli occhi; questi accumuli di pus, che possono svuotarsi solo sotto una forte pressione, possono infettare anche il medico o un'altra figura che si occupa del loor trattamento; è infatti consigliato indossare appositi occhiali protettivi in sede di esame obiettivo e di eventuali successive manipolazioni degli occhi del paziente. La malattia, se non trattata, porta spesso alla cecità e tende ad essere accompagnata da una simultanea infezione da Chlamydia. La congiuntivite gonococcica può verificarsi sia nei neonati attraverso la trasmissione di N. gonorrhoeae da parte della madre malata durante il parto, sia negli adulti (con contagio che in genere avviene tramite contatto diretto con le mucose di un individuo che ne è affetto). Un trattamento tardivo o insufficiente della gonoblenorrea porta rapidamente ad un'ulcera corneale e alla successiva perforazione di essa.
Con la profilassi di Credé si cerca di prevenire l'insorgenza di gonoblenorrea nei neonati con madre affetta da gonorrea; questa profilassi mediante instillazione di una soluzione di nitrato d'argento a bassa concentrazione fu introdotta nel 1880 ed è ancora oggi è raccomandata come misura preventiva, per via della sua elevata efficacia contro i gonococchi. In combinazione con la soluzione di Credé viene spesso somministrato l'antibiotico eritromicina, particolarmente efficace contro la Chlamydia. Se i genitori del bambino a rischio di sviluppare la gonoblenorrea rifiutano questa profilassi, si può ricorrere ad alternative, come alcuni antisettici (in particolare lo iodopovidone) o altri tipi di antibiotico.

## Diagnosi
Oltre all'esame obiettivo, utile a valutare l'entità della congiuntivite e l'eventuale compromissione della cornea, è indicato un esame diagnostico differenziale mediante l'analisi di uno striscio di secrezione oculare e delle colture microbiche derivanti da esso; è utile anche valutare il periodo della vita neonatale nel quale è esordito il quadro clinico della patologia: ad esempio, se le congiuntiviti da applicazione della soluzione di Credé esordiscono quasi immediatamente dopo l'esposizione, quelle da gonococco hanno un'incubazione di 1-3 giorni, quelle da streptococco o da stafilococco di 4-5 giorni, quelle da herpesvirus di 5-7 giorni e quelle da clamidia di 5-14 giorni.